# Histoire du prince Ahmed, et de la fée Pari-Banou

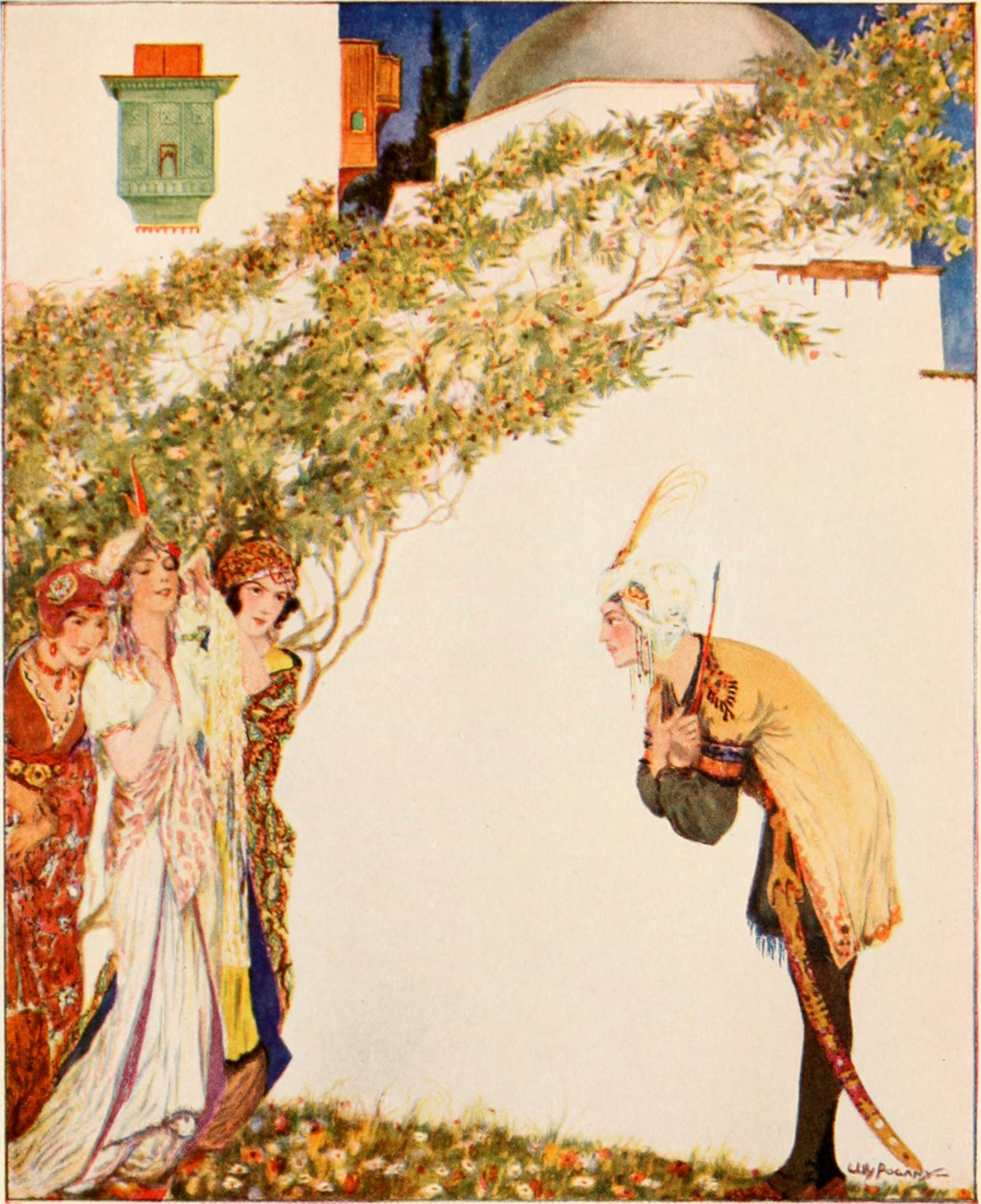
Illustration de Willy Pogany, 1915

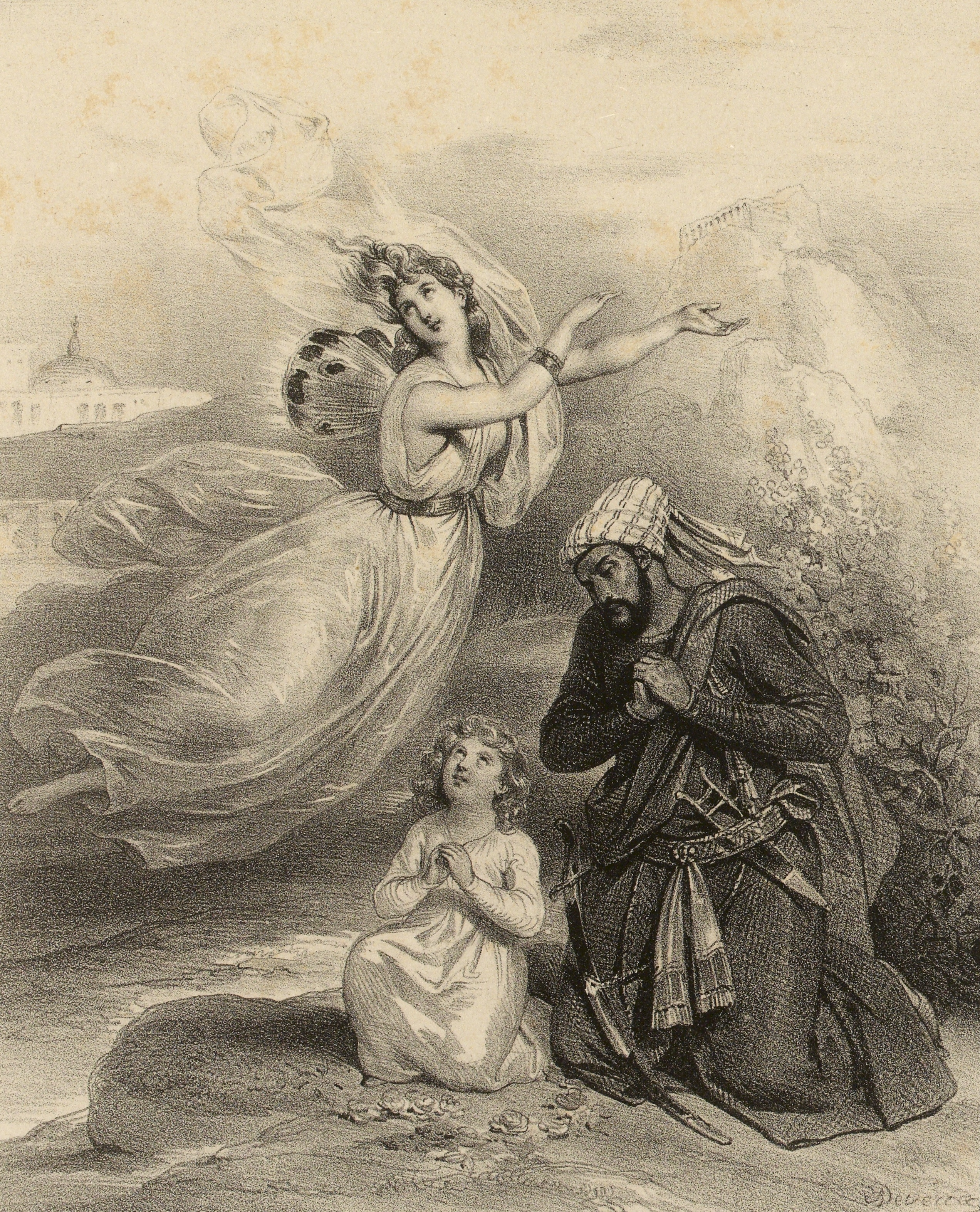
Lithographie d'Achille Devéria, 1833

L'Histoire du prince Ahmed et de la fée Peri Banu est l'un des contes de fées du recueil Les Mille et Une Nuits.

## Résumé
Un sultan en Inde avait trois fils (Houssain, Ali et Ahmed), plus sa fille adoptive et nièce nommée Nourounnihar. Puisque les fils sont tous les trois amoureux de leur cousine, le père trouve une solution pour les départager. Aura sa main celui qui apporte au sultan le plus merveilleux cadeau après un an.
Houssain, l'aîné, voyage trois mois et parvient dans la ville indienne de Bisnagar, d'où il rapporte un tapis volant qui peut transporter n'importe où en quelques instants, juste après que le conducteur ait pensé à sa destination.
Ali, le cadet, va en Perse, à Chiraz. Se promenant dans le bezestein, il trouve un tube d'ivoire à travers lequel on peut voir tous les endroits du monde.
Le prince Ahmed, le benjamin, part pour Samarcande en Ouzbékistan, d'où il rapporte une pomme artificielle fabriquée par un philosophe spécialiste en vertu des plantes et des minéraux, dont le parfum guérit toutes les maladies.
Lorsque les frères se rencontrent à nouveau après le voyage, chacun montre aux autres ses trouvailles. Mais quand ils regardent à travers le tube d'ivoire, ils apprennent que la princesse Nourounnihar souffre une maladie et mourra dans peu de temps. Le tapis magique ramène les trois frères à Nourounnihar instantanément, et la pomme les guérit. Comme tous les cadeaux avaient la même valeur et ont servi conjointement à sauver la princesse, un concours de tir à l'arc doit déterminer le gagnant. Hassan tire loin, Ali encore plus loin et la flèche d'Ahmed vole apparemment beaucoup plus loin, mais reste introuvable. Comme seule la deuxième flèche peut être trouvée avec certitude, Ali reçoit Nourounnihar comme épouse.
Ne supportant pas l'idée de se rendre au mariage de celle qu'ils aimaient avec un autre, Houssain devient alors ermite. Ahmed, déstabilisé par la disparition mystérieuse de sa flèche, part à sa recherche. Il le trouve dans un ravin lointain, près d'une porte en fer. Réussissant à l'ouvrir il pénètre dans une immense grotte lumineuse avec un palais où vit Peri Banu. Elle lui promet le plus grand bonheur du monde s'il l'épouse et lui révèle que c'est elle qui a invisiblement tiré son arc, car il méritait mieux que la princesse.
Tous deux se marient et sont heureux dans leur palais souterrain. Si elle autorise son mari à visiter son père, il lui demande de taire les détails de sa nouvelle vie. Mais des conseillers jaloux du sultan le convainquent d'enquêter dessus. Il décide de solliciter l'aide d'une magicienne, qui espionne le prince et se fait passer pour malade afin de pouvoir entrer dans le palais de la fée. Celle-ci puise une eau de sa fontaine aux lions, ayant le pouvoir de guérir toutes les maladies. Satisfaite de son enquête, elle retourne chez son patron pour lui faire un compte-rendu. Elle et les conseillers médisants suggèrent alors au sultan de se méfier du prince, qui est censé être dangereux en raison du pouvoir du Peri. Ils lui proposent d'exiger du prince Ahmed des cadeaux qui rendraient le sultan plus puissant, ou maintiendraient le jeune homme loin de la cour, car ne pas réaliser son souhait ferait honte au prince.
Le premier vœu consiste à obtenir un pavillon pouvant changer de taille à volonté, autant capable de tenir dans la paume d'une main pour être facilement déplacé que d'abriter toute une armée. La fée demande alors à sa trésorière Nourgihan d'aller le chercher dans son trésor.
Le dernier des trois vœux est la visite d'un étrange nain, Schaïbar, le frère de Peri. Horrifiés par sa laideur, tous les citoyens de la ville fuient. Le nain Schaïbar est furieux de l'accueil insultant et grossier et tue le Sultan et plusieurs vizirs sauf le Grand Vizir, qui lui avait donné des conseils honnêtes. Alors le nain Schaïbar demande à haute voix s'il y a quelqu'un qui s'opposerait à ce qu'Ahmed soit désormais le Sultan. Personne ne s'y oppose ; alors, Ahmed devient Sultan, Ali reste heureux chez lui avec la princesse Nourounnihar et une importante pension alimentaire, l'aîné veut rester ermite et Peri Banu devient reine.

## Réception
Le conte de fées est une combinaison de deux types de contes de fées répertoriés dans l'index international Aarne-Thompson-Uther : ATU 653A : « La chose la plus rare au monde », et ATU 465 : « L'homme qui est persécuté à cause de sa belle épouse ».
Le conte de fées fait partie des contes orphelins ajoutés par Antoine Galland dans sa traduction des Mille et Une Nuits. Contrairement à d'autres contes du recueil, aucun texte original arabe, persan ou indien n'a été retrouvé. Certains chercheurs, dont Ulrich Marzolph, et Ruth Bottigheimer, attribuent la source à un chrétien maronite nommé Hanna Diyab, auprès duquel l'auteur français a recueilli l'histoire.
Selon Ulrich Marzolph, les histoires transmises oralement ultérieurement remontent à la traduction de cette histoire par Galland dans Les Mille et Une Nuits. Selon Ruth Bottigheimer, la principale source d'Hanna Diyab est La Chatte blanche de la conteuse française Marie-Catherine d'Aulnoy.
L'histoire a été adaptée par la réalisatrice allemande Lotte Reiniger dans le film Les Aventures du prince Ahmed (1926),,.

## Analyse
Édouard Gauttier d'Arc, dans les notes de sa version du conte, fournit plusieurs explications concernant les noms des personnages. Ainsi, Nourounnihar est un mot arabe qui signifie « lumière du jour », Peri Banu sont deux mots Persans, qui veulent dire la même chose : génie femelle, fée et Nourgihan « lumière du monde ». Aussi, il estime que le passage où Ahmed part à la recherche de sa flèche a été imité par Walter Scott dans un chapitre de son roman Le Monastère (1820).
Richard Francis Burton, dans une note de sa version du conte, diffère légèrement. Il explique que « Bánú » désigne une dame, généralement de haut rang, par exemple la Banu-i-Harem (du Shah) dans Le Mirza de James Morier, qui traduit à juste titre Pari Banu = Pari de première qualité. « Peri » (Parí) dans sa forme moderne présente une ressemblance superficielle avec « Fée » ; mais celle-ci disparaît dans le « Pairika » de l'Avesta et le « Pairik » du Parsi moderne. Dans une seule langue, le Multání, il existe une forme masculine pour le mot « Pará » = un homme-fée). Dans l'Islam, ces Peris sont de beaux esprits féminins qui, créés après les « Dívs », croient pour la plupart en Allah et au Coran et désirent le bien de l'humanité. Ils sont souvent attaqués par lesdits Dívs, géants ou démons, qui les emprisonnent dans des cages accrochées aux plus hauts arbres, et là, les captifs reçoivent la visite de leurs amis qui les nourrissent des plus doux parfums. Burton les a déjà comparés aux pygmées à la robe verte auxquels les a réduits les fantasmes grotesques de l'Europe du Nord. Le terme Bánú en persan désigne une princesse, une dame. Il est utilisé par exemple pour nommer Bánú-í-Harim, la Dame du Sérail, que les étrangers appellent « Reine de Perse » et Árám-Banu = « la princesse calme », un surnom. Une histoire grecque équivalente au prince Ahmad est racontée par Jean Pio dans Contes Populaires Grecs et appelée Τὸ χρυσὸ κουτάκι, la boîte d'or. Trois jeunes (παλλικάρια) aiment la même fille et conviennent que celui qui apprendra le meilleur métier (ὅγεος μάθη πλεὶα καλὴν τέκνην) l'épousera ; l'un devient astrologue, le second peut ressusciter les morts et le troisième peut courir plus vite que l'air. Ils la trouvent aux portes de la mort, et son âme, qui était prête à repartir, s'effondre (καὶ πά 'ἣ ψυχή της κάτω, ποὔτανε πλειὰ στά δόντια της).
Concernant le tube d'ivoire, Burton souligne que l'origine de la lentille et son utilisation appliquée au télescope et au microscope se perdent dans les ténèbres de l'Antiquité. Des verres bien rodés ont été découverts en Égypte et en Assyrie.

## Liens Web
- Lire en ligne la version du conte par Antoine Galland.
- Lire en ligne la version du conte par Édouard Gauttier d'Arc.